# Kattajärvi (sjö i Enare, Lappland)
Kattajärvi är en sjö i kommunen Enare i landskapet Lappland i Finland. Arean är 33 hektar och strandlinjen är 2,77 kilometer lång.  Den  ingår i Pasvik älvs huvudavrinningsområde.  Sjön ligger omkring 260 kilometer norr om Rovaniemi och omkring 960 kilometer norr om Helsingfors. 
I sjön finns ön Kaakkurisaari. 